# Engelschalk II
Engelschalk II fue margrave (comes terminalis, conde fronterizo) de la Marca de Panonia a finales del siglo IX y rival de Aribo. Por entonces, la marcha orientalis abarcaba una franja de territorio a lo largo del Danubio desde el Traungau al Szombathely y Raba, que englobaba el valle de Viena.
Engelschalk era hijo de Engelschalk I y sobrino de Guillermo II, hijos ambos de Guillermo I. Acaudilló a sus hermanos y primos en la rebelión que desató en el 871 contra el nuevo margrave Aribo cuando no se les permitió suceder a sus padres en sus cargos. Los rebeldes expulsaron en varias ocasiones a Aribo hasta la «guerra de los Guillermidas» del 882-884, en la que resultaron vencidos por Aribo y Svatopluk de Moravia, a los que ayudó el emperador Carlos el Gordo. Huyeron a las tierras de Arnulfo de Carintia, quien se negó a entregarlos a Svatopluk. Cuando Arnulfo fue coronado rey en 887, Engelschalk probablemente esperaba recibir su apoyo, pero Aribo se había afianzado tanto en Panonia que el nuevo rey no se atrevió a intentar arrebatársela.
Antes de 893, Engelschalk capturó a la hija ilegítima de Arnulfo, Ellinrat, y probablemente la desposó, con el fin de obligar a aquel a que lo ayudase a conseguir sus objetivos. El plan fracasó y Engelschalk tuvo que huir a Moravia. En 893, Arnulfo le concedió cierto poder en Panonia, pero este ofendió a los magnates de Baviera, que conspiraron contra él. La aristocracia se reunió en Ratisbona ese año para negociar con Engelschalk y evitar que colaborara con los moravos, contra quienes Arnulfo estaba planeando una campaña que pensaba abordar ese mismo año. Engelschalk fue apresado y cegado sin que lo supiese Arnulfo. Su hermano Guillermo se apresuró a negociar con Svatopluk, pero la aristocracia bávara comenzó a purgar la corte los partidarios de los dos hermanos.